# سرخنگ
سرخنگ روستایی در دهستان قهستان بخش قهستان شهرستان درمیان استان خراسان جنوبی ایران است. بر پایه سرشماری عمومی نفوس و مسکن در سال ۱۳۹۰ جمعیت این روستا ۱۰۲ نفر (در ۳۹ خانوار) بوده است.